# LAG-3
El gen 3 de activación del linfocito (Lymphocyte-activation gene 3 en inglés),  LAG-3, es una proteína codificada en humanos por el gen LAG3. LAG-3 se descubrió en el año 1990. LAG-3 es una molécula de superficie con diversas funciones sobre todo en los linfocitos T. En general, las funciones de LAG-3 están asociadas con la inhibición de la respuesta inmunitaria, considerándose como un receptor de moléculas de control inmunitario (immune checkpoint, en inglés) de interés terapéutico en el campo de la oncología y las enfermedades autoinmunitarias.
LAG-3 es una molécula filogenéticamente relacionada con CD4 con la que comparte la función de interaccionar con las moléculas MHC de clase II. Actualmente, se desconocen con detalle los mecanismos intracelulares de señalización de LAG-3 en el linfocito T. Los trabajos publicados sobre el tema hasta la fecha son contradictorios, y en particular, la participación de los motivos intracelulares conservados del extremo intracelular de LAG-3.
LAG-3 podría funcionar estableciendo una competición inhibitoria con los receptores CD4 y CD8 por la unión con la cinasa LCK a través de algún motivo de tipo ITIM, así como una co-señalización junto con la molécula PD-1 a través de la modulación de E3 ubiquitina ligasas. Estos mecanismos confluyen en la pérdida de señalización del receptor del linfocito T (TCR), contribuyendo a la resistencia frente a las inmunoterapias convencionales en oncología.

## Gen
El gen LAG3 contiene 8 exones. Su secuencia, organización génica y localización cromosómica sugieren una relación filogenética con CD4. La secuencia del gen LAG-3 posee una similitud aproximada al 20% de la secuencia del gen CD4. Además, están posicionados en proximidad en el cromosoma 12 (12p13) humano, sugiriendo la aparición de LAG-3 por un proceso de duplicación génica.

## Proteína
La proteína LAG-3 pertenece a la superfamilia de las inmunoglobulinas, y está compuesta de un polipéptido de 503-aminoácidos. LAG-3 humano presenta una homología de aproximadamente el 70% con LAG-3 murino y del 78% con LAG-3 porcino.
Estructuralmente, LAG- 3 es una proteína transmembrana de tipo I, con cuatro dominios extracelulares de tipo inmunoglobulina, denominados D1, D2, D3 y D4. El dominio D1 es responsable de la unión con la molécula MHC de clase II.
La proteína a su vez se divide en una región extracelular, un dominio transmembrana y una región intracelular de señalización. La región citoplasmática intracelular es responsable de la transmisión de señales inhibitorias intracelulares en los linfocitos T. Esta región contiene tres motivos de secuencia filogenéticamente conservados: la secuencia FXXL, el motivo KIEELE (en alusión a la secuencia conservada de aminoácidos), y el motivo de repeticiones de dipéptidos de glutamato y prolina (repeticiones EP, o motivo EP). Actualmente, no están bien definidas las funciones asociadas a estos tres motivos conservados. 

## Expresión
LAG-3 se expresa en linfocitos T CD4 y CD8, así como en células asesinas naturales (NK), linfocitos B y en algunos subtipos de células plasmáticas. LAG-3 también se expresa en algunos tipos celulares no linfocíticos, como neuronas y células dendríticas plasmacitoides.
Al menos en linfocitos T, la activación a través del receptor del linfocito T es requerida para la expresión transitoria de LAG-3 en la superficie. Su expresión constitutiva junto con otros receptores inhibitorios se ha asociado con el agotamiento y la anergia en los linfocitos T en el contexto de enfermedades virales crónicas y cáncer.

## Ligandos de LAG-3
Las moléculas MHC de clase II constituyen los ligandos canónicos de LAG-3, a través de una interacción con el dominio D1. La unión de LAG-3 con MHC-II regula negativamente la activación de los linfocitos T, su citotoxicidad y la producción de citocinas. Esta unión con MHC de clase II contribuye a la resistencia del tumor frente a la apoptosis, y facilita el reclutamiento de los linfocitos CD4 al tumor, asociado con una reducción de la respuesta mediada por linfocitos CD8.
La proteína galectina-3 (Gal-3) se identificó como un segundo ligando de LAG-3. Gal-3 se expresa altamente en algunos tipos de células tumorales, así como en linfocitos T activados. La unión de LAG-3 con Gal-3 parece requerirse para una inhibición de la actividad citotóxica de los linfocitos CD8.
La proteína 1 semejante a fibrinógeno (fibrinogen-like protein 1, FGL1, en inglés) fue identificada como un tercer ligando de LAG-3. FGL1 es una proteína secretada sistémicamente por el hígado, e inhibe las actividades de los linfocitos T a través de su unión con LAG-3. FGL1 se expresa fuertemente en varias neoplasias humanas, incluyendo cáncer de pulmón, de próstata, colorrectal y melanoma. La detección en plasma de altos niveles de FGL1 correlaciona con resistencia a inmunoterapias clásicas de bloqueo de PD-1. 